# Tempo Beer Industries Ltd.
Tempo Beer Industries Ltd. (Темпо Биэр Индастриз) — израильская компания, занятая в сфере производства и сбыта пива и безалкогольных напитков. Основана в 1952 году на деньги евреев из Европы. Расположена в городе Нетания, в Центральном округе страны.

## Tempo Beverages Ltd
Tempo Beverages — подразделение Tempo Beer Industries Ltd., крупнейшая по объёмам производства пивоварня Израиля. Также Tempo Beverages является производителем безалкогольных напитков, занимается импортом и дистрибуцией на территории Израиля напитков ряда ведущих мировых производителей. Основана в 2005 году. 40 % пивоварни принадлежат компании Heineken

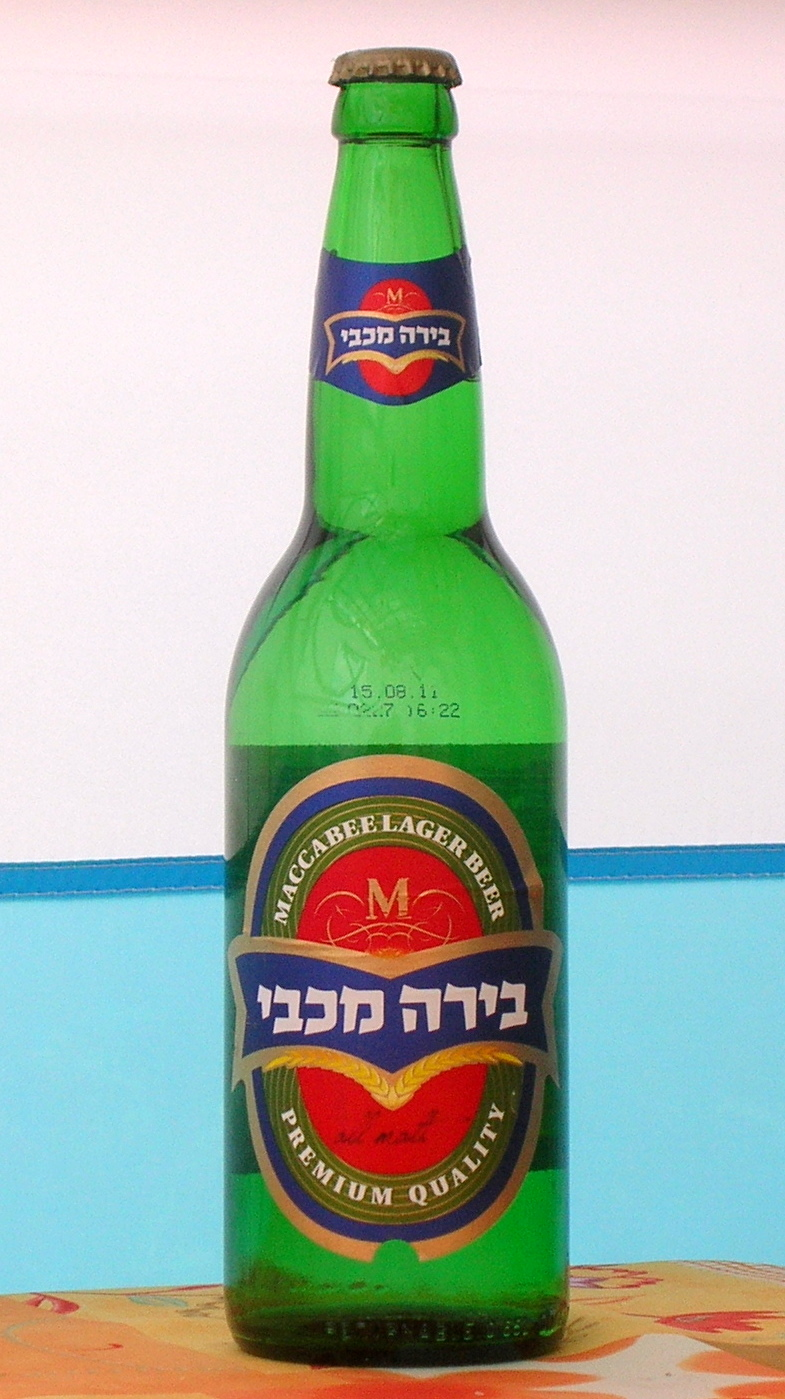
Бутылка пива Maccabee

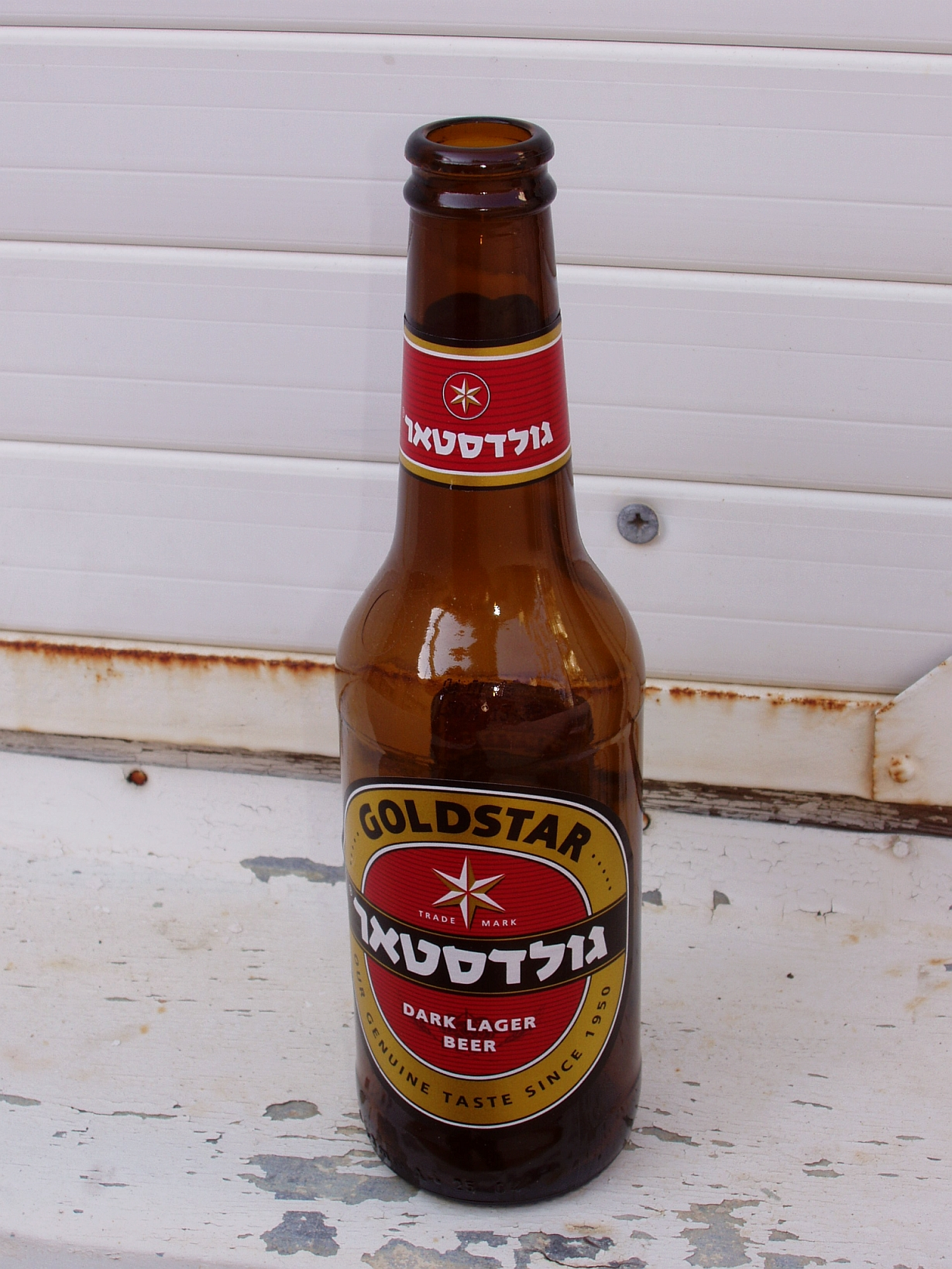
Бутылка пива Goldstar Dark Lager

### Ассортимент продукции

#### Пиво
- Maccabee (ивр. מכבי‎) Алк.: 4,9 %. Светлое пиво, которое варится с 1968 года. Кроме территории Израиля реализуется на рынках США и некоторых стран Европы.
- Goldstar Dark Lager Beer (ивр. גולדסטאר‎) Алк.: 4,9 %. Выпускается с 1950-х.
- Goldstar Light Алк.: 4,0 %. Выпускается с января 2007 года.
- Nesher Beer Алк.: 3,5 %.
- Nesher Malt Безалкогольное пиво.
- Heineken Lager Beer — по лицензии Heineken NV.

#### Безалкогольные напитки
Tempo Beverages Ltd. выпускает ряд прохладительных напитков с содержанием сока под торговой маркой Jump, а также разливает для израильского рынка напитки компании PepsiCo.